# 29824 Калманчок
29824 Калманчок (29824 Kalmancok) — астероїд головного поясу, відкритий 23 лютого 1999 року.
Тіссеранів параметр щодо Юпітера — 3,182.